# Schöntaler Bach
Der Schöntaler Bach ist ein ab seiner mündungsfernsten Quelle etwa 3 km langer Bach im Mainhardter Wald im nördlichen Baden-Württemberg, der an der Gemeinde- und Kreisgrenze zwischen Großerlach im Rems-Murr-Kreis und Mainhardt im Landkreis Schwäbisch Hall etwas rotabwärts der ehemaligen Hankertsmühle von Mainhardt von rechts und Südwesten in den Mittellauf der Fichtenberger Rot mündet.

## Geographie

### Verlauf
Danach zieht der Bach rund 750 Meter weit am Südrand der Lichtung zum Waldgewann Buch am Unterhang der Brach entlang, durchläuft dabei nahe am Schöntalhöfle einen viertelshektargroßen Teich mit kleiner Insel, wonach ihm von rechts ein zweiter langer Hangast Fuchsklingenbach aus dem Bergwald von diesmal sogar einem Kilometer Länge zuläuft, der nahe dem östlichen Nebengipfel der Brach und dem dortigen Weiler Hohenbrach ebenfalls neben der Kreisstraße entspringt. Kurz danach unterquert der Bach auf rund 460 m ü. NHN die Erschließungsstraße von Grab zum Schöntalhöfle. Hier wendet er sich auf Nordostlauf, fließt zwischen dem Schöntalhöfle am linken Hügelhang und der Schöntalsägmühle am rechten Ufer hindurch und tritt darauf gleich dauerhaft in den Forst Schöntal ein.
An einer kleinen Lichtung erreicht die Kreis- und Gemeindegrenze zu Mainhardt von Norden her den Lauf und folgt ihm danach bis zur Mündung. Im Bereich einer Mehrfachgabel eines dem Bach inzwischen links folgenden Waldweges quert, begleitet vom Limeswanderweg, die Trasse des Limes das kleine Tal von Grab im Südsüdosten her nach Mainhardt im Nordnordwesten. Auf dem Abschnitt von Grab her liegt hier auf der schnurgeraden alten Grenzlinie der Säugraben, eine auffällige Geländekerbe, mehrfach so tief und breit wie ein typischer Hohlweg und manchmal von einem kleinen Rinnsal entwässert. Wenig danach läuft der letzte bedeutende Zufluss aus der Güldenklinge zu, auch er wieder von rechts aus Richtung Schönbronn im Südosten.
Nachdem der Schöntaler Bach am Rottalrand noch einen den kleinen flussbegleitenden Wirtschaftsweg unterquert hat, mündet er auf 403,3 m ü. NHN von rechts in den hier in schmalem offenem Waldtalgrund ostwärts ziehenden Mittellauf der Fichtenberger Rot, zwischen den heute wüsten Standorten der Mainhardter Hankertsmühle rotauf- und der Schönbronner Sägmühle rotabwärts.

### Einzugsgebiet
Der Schöntaler Bach entwässert etwa 3,0 km² am Nordostabfall der Hohen Brach und in dessen Vorfeld insgesamt nordöstlich zur Rot. Das im Unternaturraum Hinterer Mainhardter Wald des Schwäbisch-Fränkischen Waldes gelegene Einzugsgebiet grenzt unmittelbar nördlich an die regional bedeutende Wasserscheide zwischen der Fichtenberger Rot und damit dem Kocher im Norden und der Murr im Süden. Jenseits der Kammlinie über die zwei Brachgipfel laufen im Südosten der Trauzenbach und im Südwesten der Harbach zur Murr, vor der westlichen zieht das Ochsenbächle vom Nordwestabfall der Hohen Brach zur aufwärtigen Rot, vor das sich dann näher am Rotlauf das kleinere Einzugsgebiet der Palmklinge einschiebt. Auch an der Ostseite konkurriert mündungsnah nur ein kleinerer Bach zur Rot, auf der südlichen Hälfte der Grenze jedoch der den Schöntaler Bach nach Länge und Einzugsgebiet merklich übertreffende Mühlbach, der östwärts läuft und an der Unteren Kornberger Sägmühle von Oberrot in die abwärtige Rot einmündet.
Siedlungsplätze sind das Schöntalhöfle/Schertelshöfle links etwas über dem, die Schöntalsägmühle rechts am Bach beim Mittellaufknick. Im Einzugsgebiet liegen noch etwa die Hälfte des Weilers Hohenbrach am östlichen Brachgipfel, die Hälfte des Dorfes Grab und nur wenige Häuser von Schönbronn an der östlichen Wasserscheide. Sie alle gehören zur Gemeinde Großerlach im Rems-Murr-Kreis, deren Gemarkung über 90 % der Fläche umfasst. Der Rest, ein bewaldeter und unbewohnter Gebietskeil links von Unterlauf und Mündung, gehört zur Gemeinde Mainhardt im Landkreis Schwäbisch Hall.

### Zuflüsse und Seen
Liste der Zuflüsse und  Seen von der Quelle zur Mündung. Gewässerlänge, Seefläche und Einzugsgebiet und Höhe nach den entsprechenden Layern auf der Onlinekarte der LUBW. Andere Quellen für die Angaben sind vermerkt.
Ursprung des Schöntaler Bachs auf etwas über 510 m ü. NHN am Nordostfuß der Hohen Brach (586,9 m ü. NHN) etwa 0,9 km westsüdwestlich des Großerlacher Schöntalhöfles/Schertelshöfles im Wald noch vor dem Feuerweg. Hier liegen zwei Quellen dicht beieinander, der Abfluss läuft zunächst nach Nordosten.
- (Waldzufluss), von links und Westen auf etwa 492 m ü. NHN kurz vor dem Waldrand zur Lichtung um das Schöntalhöfle, ca. 0,2 km[LUBW 7] und unter 0,1 km². Entspringt auf etwa 520 m ü. NHN einer Quelle etwa 100 Meter nördlich der Hauptquellen. Der Hauptast bis hierher hat fast gleiche Länge[LUBW 7] und fast gleiches Einzugsgebiet.
- (Hangwaldbach), von rechts und Südwesten auf etwa 490 m ü. NHN einen Steinwurf nach dem vorigen am Waldrand, 0,5 km und unter 0,1 km². Entspringt auf etwa 570 m ü. NHN an der K 1903 Großerlach–Grab weniger als 0,4 km nordöstlich des Brachgipfels. Mit diesem Oberlauf hätte der Schöntaler Bach eine Länge von 3,0 km. Dieser fließt nun ostwärts am Südrand der Lichtung.
- (Unbeständiger Hangwaldbach), von links und Südwesten auf etwa 478 m ü. NHN kurz vor dem folgenden, ca. 0,6 km[LUBW 7] auf dem längsten Ast und ca. 0,2 km². Entsteht auf über 565 m ü. NHN wenig unterhalb der Kreisstraße.
  -  Ein kürzerer rechter Ast dieses Zulaufs durchfließt auf unter 490 m ü. NHN einen Waldteich an einem ausgebauten Waldweg, 0,1 ha.
- Durchfließt auf etwa 470 m ü. NHN einen Teich mit kleiner Insel nahe dem Schöntalhöfle, über 0,2 ha.
- Fuchsklingenbach, von rechts und Südwesten auf über 465 m ü. NHN gegenüber dem Schöntalhöfle, 1,0 km und ca. 0,4 km². Entspringt auf etwa 569 m ü. NHN am Rand der Kreisstraße unter dem östlichen Nebengipfel der Hohen Brach (ca. 575 m ü. NHN) beim Weiler Großerlach-Hohenbrach.
Nach diesem Zufluss unterquert der Bach die Erschließungsstraße nach dem Schöntalhöfle von Großerlach-Grab, wendet sich zwischen dem Schöntalhöfle und der Großerlacher Schöntalsägmühle am rechten Ufer gegenüber auf Nordostlauf und tritt in den östlichen Teil des Forsts Schöntal ein.
- (Bach aus der Güldenklinge), von rechts und Südosten auf etwa 428 m ü. NHN kurz nach der Bachquerung der vom Limeswanderweg begleiteten Trasse des Limes, 0,7 km und ca. 0,5 km². Entsteht auf etwa 474 m ü. NHN am Rand des Flurgewanns Gulden (!) zum Waldgewann Reute beim Großerlacher Weiler Schönbronn.
Hier ist der Bach schon eine Weile Gemeinde- und Kreisgrenze zwischen Großerlach im Rems-Murr-Kreis rechts und einem kleinen Waldgemarkungskeil südlich der Fichtenberger Rot von Mainhardt im Landkreis Schwäbisch Hall links und bleibt es bis zur Mündung.

Mündung des Schöntaler Bachs auf 403,3 m ü. NHN etwa 400 Meter abwärts der ehemaligen Mainhardter Hankertsmühle von rechts und Südwesten in die mittlere Fichtenberger Rot. Der Bach ist auf seinem Hauptstrang 2,7 km, mit seinem längsten Oberlauf 3,0 km lang und hat ein 3,0 km² großes Einzugsgebiet.

## Geologie
Die höchsten Quellen oben am Nordosthang der Hohen Brach entspringen an der Grenze zu einer der Unterjura-Inseln, die im südlichen Mainhardter Wald einigen größeren Erhebungen aufliegen; die basale Psilonotenton-Formation des Schwarzjuras ist grundwasserstauend und zeitigt am Hangausstrich oft Schichtquellen. Am oberen Hang ist die Schichtinsel von einem Ring aus Knollenmergel (Trossingen-Formation) umschlossen. Die Läufe des Schöntaler Bachs und der Hauptabschnitte seiner oberen Zuflüsse bis zum Fuchsklingenbach liegen dann im Stubensandstein (Löwenstein-Formation) des Mittleren Keupers, der auch den größten Teil des Einzugsgebietes bedeckt. Danach, nach dem Laufknick nach Nordosten, durchschneidet der Schöntaler Bach schnell die Oberen Bunten Mergel (Mainhardt-Formation) und verläuft dann schon weit vor dem Zufluss aus der Güldenklinge und bis zur Mündung im Kieselsandstein (Hassberge-Formation).
Der ostwärts ziehende Oberlauf des Schöntaler Bachs folgt einer vermuteten Störungslinie. Gleich nach dem Laufknick quert eine nachgewiesene Störungslinie die Bachklinge.

## Natur und Schutzgebiete
An wenigstens vier Stellen, im Gewann Hohfeld westlich von Grab und in der Lichtung ums Schöntalhöfle, gibt es Sickerquellen und Nasswiesen. Am Südrand dieser Lichtung liegt ein naturnaher Bachabschnitt, ein größerer zieht sich vom Eintritt in den Forst Schöntal bis zur querenden Limestrasse. Naturnah ist auch die wenig abwärts zulaufende Güldenklinge mit ihren kleinen Nebenklingen. Im übrigen Offenland stehen einige Feldhecken.
Fast zwei Drittel des Gebietes sind bewaldet. Der Anteil an offener Flur liegt überwiegend am Ostrand in der gemeinsamen Rodungsinsel um Grab und Schönbronn, es dominieren darin die Wiesen.
Das Entwässerungsgebiet des Schöntaler Bachs liegt im Naturpark Schwäbisch-Fränkischer Wald, die Mündung in einem Landschaftsschutzgebiet entlang der Rot. Am Oberhang der östlichen Hohen Brach ist ein Wasserschutzgebiet festgesetzt, das größtenteils diesseits der Bergkamms liegt.

### LUBW
Amtliche Online-Gewässerkarte mit passendem Ausschnitt und den hier benutzten Layern: Lauf und Einzugsgebiet des Schöntaler Bachs

Allgemeiner Einstieg ohne Voreinstellungen und Layer: Daten- und Kartendienst der Landesanstalt für Umwelt Baden-Württemberg (LUBW) (Hinweise)
1. 1 2  Höhe nach dem Höhenlinienbild auf dem Hintergrundlayer Topographische Karte.
2. 1 2 3 4  Höhe nach grauer Beschriftung auf dem Hintergrundlayer Topographische Karte.
3. 1 2  Länge nach dem Layer Gewässernetz (AWGN).
4. 1 2  Einzugsgebiet nach dem Layer Basiseinzugsgebiet (AWGN).
5. ↑  Seefläche nach dem Layer Stehende Gewässer.
6. ↑  Einzugsgebiet abgemessen auf dem Hintergrundlayer Topographische Karte.
7. 1 2 3  Länge abgemessen auf dem Hintergrundlayer Topographische Karte.
8. ↑  Schutzgebiete nach den einschlägigen Layern, Natur teilweise nach dem Layer Biotop.

### Andere Belege
1. ↑  Geologie nach den Layern zu Geologische Karte 1:50.000 auf: Mapserver des Landesamtes für Geologie, Rohstoffe und Bergbau (LGRB) (Hinweise)